# Magdalena Środa

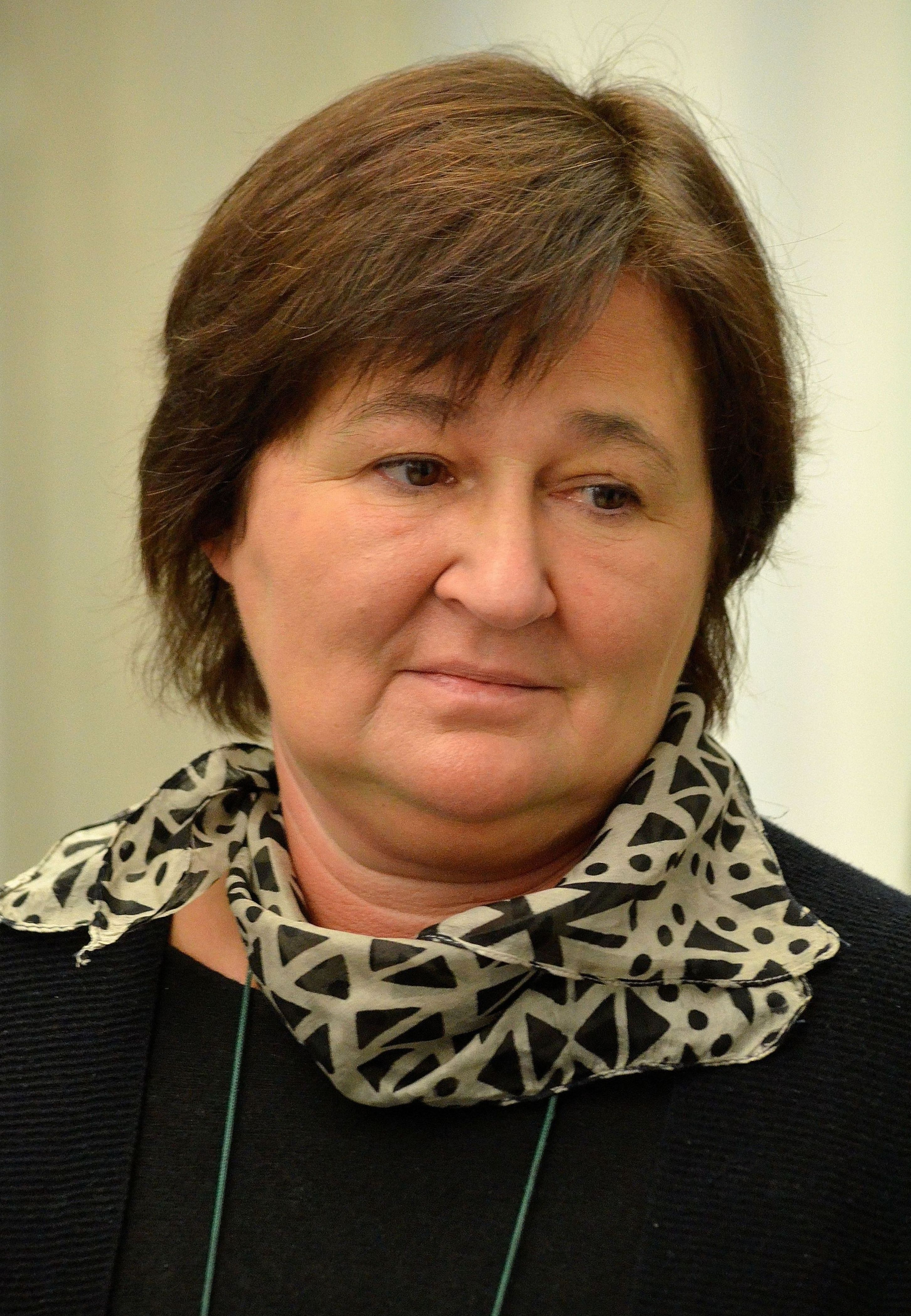
Magdalena Środa, 2014

Magdalena Środa (* 7. Januar 1957 in Warschau) ist eine polnische Philosophin, Professorin für Ethik an der Universität Warschau und liberale Feministin. Sie ist auch Publizistin der „Gazeta Wyborcza“. In den Jahren 2004–2005 war sie Bevollmächtigte für die Gleichbehandlung von Frauen und Männern in der Regierung von Marek Belka.
Sie studierte Philosophie 1976–1981 an der Universität Warschau, 1981–1982 schrieb sie dort ihre Doktorarbeit. 1982–1991 war się zunächst als Assistent, dann als Adjunkt am Lehrstuhl für Ethik des Philosophischen Instituts der Warschauer Universität tätig. Gegenwärtig bekleidet sie den Posten eines außerordentlichen Professors.
Magdalena Środa ist Mitglied des Komitees für Ethik der Polnischen Akademie der Wissenschaften.

## Bücher
- 1993: Idea godności w kulturze i etyce (Die Idee von Würde in der Kultur und in der Ethik)
- 2003: Indywidualizm i jego krytycy (Der Individualismus und seine Kritiker)
- 2009: Kobiety i władza (Frauen und Macht)